# Pikku Tavikanjärvi
Pikku Tavikanjärvi är en sjö i Gällivare kommun i Lappland och ingår i Kalixälvens huvudavrinningsområde. Sjön har en area på 0,0813 kvadratkilometer och ligger 428,5 meter över havet.

## Delavrinningsområde
Pikku Tavikanjärvi ingår i det delavrinningsområde (743452-174033) som SMHI kallar för Mynnar i Tvärån. Medelhöjden är 355 meter över havet och ytan är 45,87 kvadratkilometer. Det finns inga avrinningsområden uppströms utan avrinningsområdet är högsta punkten. Syväjoki som avvattnar avrinningsområdet har biflödesordning 4, vilket innebär att vattnet flödar genom totalt 4 vattendrag innan det når havet efter 191 kilometer. Avrinningsområdet består mestadels av skog (81 procent) och sankmarker (12 procent). Avrinningsområdet har 0,55 kvadratkilometer vattenytor vilket ger det en sjöprocent på 1,2 procent.